# Gonodonta dentata
Gonodonta dentata là một loài bướm đêm trong họ Noctuidae.